# Robert Scott (cyclisme)
Pour les articles homonymes, voir Robert Scott et Scott.
Robert "Rob" Scott, né le 24 juillet 1998 à Halifax en Angleterre, est un coureur cycliste britannique.

## Biographie
En juillet 2018, Robert Scott se distingue en terminant quatrième des championnats de Grande-Bretagne. Il remporte à cette occasion le titre chez les espoirs (moins de 23 ans). Dix jours plus tard, il s'impose sur le Skipton Grand Prix, une course nationale, devant son coéquipier Tom Pidcock,. À la fin du mois, il se classe deuxième d'une étape du Kreiz Breizh Elites.

## Palmarès et résultats

### Palmarès par année
- 2015
  - 3e étape du Tour du Pays de Galles juniors
  - 2e du championnat de Grande-Bretagne sur route juniors
- 2016
  - 1re étape de l'Isle of Man Junior Tour (contre-la-montre)
  - 1re étape du Tour du Pays de Galles juniors (contre-la-montre)
- 2017
  - Champion du Yorkshire sur route
- 2018
  -  Champion de Grande-Bretagne sur route espoirs
  - Skipton Grand Prix
  - 2e de la Leicester Castle Classic
  - 3e du championnat du Yorkshire sur route
- 2019
  - 2e du Sheffield Grand Prix
  - 2e de la South Coast Classic
- 2021
  - 2e de l'Otley Grand Prix
- 2022
  - National Road Series
  - Tour de la Mirabelle :
    - Classement général
    - 3e étape

  - Paris-Troyes
  - Lancaster Grand Prix
  - 4e étape de la Manx International Stage Race
  - Colne Grand Prix
  - 2e du Stockton Grand Prix
  - 2e de la Manx International Stage Race
  - 2e du Newark Grand Prix
  - 3e du Lister Horsfall Grand Prix
- 2023
  - Grand Prix Hyper U
- 2024
  - Lister Horsfall Grand Prix
  - Guildford Grand Prix
  - 2e de l'Otley Grand Prix
  - 2e du Sheffield Grand Prix
  - 3e du Dudley Grand Prix

### Classements mondiaux
| Année                                 | 2018  | 2019  | 2020 | 2021 | 2022 | 2023  |
| ------------------------------------- | ----- | ----- | ---- | ---- | ---- | ----- |
| Classement mondial                    | 1137e | 1485e | nc   | nc   | 638e | 1888e |
| UCI Europe Tour                       | 712e  | 995e  | nc   | nc   | 494e | nc    |
|                                       |       |       |      |      |      |       |
| Légende : nc = non classéSource : UCI |       |       |      |      |      |       |